# Plecia tridens
Plecia tridens är en tvåvingeart som beskrevs av Hardy 1958. Plecia tridens ingår i släktet Plecia och familjen hårmyggor. Inga underarter finns listade i Catalogue of Life.